# Линия C (Лионский метрополитен)
Линия C (фр. Ligne C) Лионского метрополитена соединяет центр города с его северной частью и ближайшим пригородом, городом Калюир-э-Кюир. На линии 5 станций (из них 1 пересадочная). Это самая короткая линия Лионского метрополитена, её протяжённость — лишь 2,4 км. Среднее расстояние между станциями — 613 м. 
В состав линии вошёл бывший туннель одного из лионских фуникулёров (открыт в 1891 году), за счёт этого линия функционирует в двойном режиме: на участке Кюир → Круа-Русс как обычное метро, а на участке Круа-Русс → Отель де Виль — Луи Прадель как зубчатая железная дорога, так как уклон на этом участке достигает 17%. В районе станции Круа-Паке пути выходят на поверхность. Средняя скорость на линии составляет 16,6 км/ч.

## Станции
- Отель де Виль — Луи Прадель (Hôtel de Ville — Louis Pradel) > пересадка на Линию A
- Круа-Паке (Croix-Paquet)
- Круа-Русс (Croix-Rousse)
- Энон (Hénon)
- Кюир (Cuire)

## Подвижной состав
В час пик на линии работают 4 состава Alstom Vevey MCL 80 выпуска 1980 года. Каждый состав рассчитан на перевозку 252 пассажиров и имеет 104 сидячих места.
Линию обслуживает депо Энон, в котором имеются 5 составов Alstom Vevey MCL 80.

## Краткая история
- 6 декабря 1974 — открытие участка Круа-Паке → Круа-Русс
- 2 мая 1978 — открытие участка Круа-Паке → Отель де Виль — Луи Прадель
- 10 декабря 1984 — открытие участка Круа-Русс → Кюир